# معترك الأقران في إعجاز القرآن (كتاب)
معترك الأقران في إعجاز القرآن لمؤلفه:  جلال الدين عبد الرحمن بن أبي بكر السيوطي، وكان حافظا مؤرخا أديبا، له نحو من  600 مصنف، مات (911هـ).  والإعجاز في  الكلام هو: أن يؤدي المعنى بطريق هو أبلغ من جميع ما عداه من الطرق.
ومن مميزات الكتاب: غزارة  المادة العلمية في الكتاب، الموازنة بين الأقوال وتمحيصها، والإكثار من الأمثلة  التي توضح المعنى، وكثرة المصادر والمراجع.
ومما يبين منزلة الكتاب العلمية: أن  الكتاب كله جمع لأنواع علوم القرآن للدلالة على الإعجاز، وذكر أقوالا كثيرة،  وأدلة كثيرة، ولم يتعامل معها بالنقد والتمحيص. 
|}

## التعريف بـ(مؤلف الكتاب)
اسمه: جلال الدين عبد الرحمن بن أبي بكر السيوطي.
مكانته العلمية: وكان حافظا مؤرخا أديبا، له نحو من 600 مصنف، ولما بلغ أربعين سنة اعتزل الناس وأقبل على التأليف حتى مات، سنة (911هـ).
اسم الكتاب: 
معترك الأقران في إعجاز القرآن، وجاء في بعض النسخ: معترك الأقران في مشترك القرآن، وهو المصنف الوحيد في إعجاز القرآن في القرن العاشر من الهجرة.

## تعريف الإعجاز
الإعجاز في الكلام هو: أن يؤدي المعنى بطريق هو أبلغ من جميع ما عداه من الطرق.
وأنواع الإعجاز: من وجهين:
أحدهما: إعجاز يتعلق بنفسه. والثاني: بصرف الناس عن معارضته.

## أهمية الكتاب
تظهر أهمية الكتاب من خلال معرفة أهمية العناية بعلم الإعجاز: -
1 - سيطرة الفلسفة على عقول الناس بعد القرون الأولى، مما ولد تعارضا بين المعاني المعقولة والبيان القرآني.
2 – إثبات أن القرآن كلام الله غير مخلوق، وأن الناس أوتوا فصاحة وبيانا، ولم يصرفهم الله تعالى عن معارضة القرآن، وإنما لم يستطيعوا معارضة القرآن.

## مميزات كتابه
1 - غزارة المادة العلمية في الكتاب.
2 – الموازنة بين الأقوال وتمحيصها.
3 – الإكثار من الأمثلة التي توضح المعنى.
4 – الإكثار من الأدلة على اختيار السيوطي في مسائل الإعجاز.
5 – التجديد في عرض الإعجاز بطرق لم يسبقه إليها أحد.
6 – كثرة المصادر والمراجع.
7 – التنوع في إيراد المادة العلمية.
8 – حسن عرض مادة الكتاب.
9 – عدم التعصب للرأي الواحد.
10 – ذكر القصص والمواعظ.

## سلبيات الكتاب
1 – ذكر وجوها في الإعجاز ليست منها، وإنما هي مباحث متعلقة باللغة أو بأصول الفقه ونحو ذلك.
2 – لم ينسب الأقوال إلى قائليها في مواضع كثيرة.
3 – ينقل عن كتبه الأخرى كثيرا.
4 – ينقل عن الكتب الأخرى دون أن يشير إلى ذلك.
5 – أورد أحاديث لا تثبت عن النبي صلى الله عليه وسلم، بل هي مكذوبة.
6 – وقع في أخطاء تتعارض مع العقيدة الإسلامية، أو تبنى آراء ضعيفة ليس عليها دليل.

## منزلة الكتاب العلمية
1 - الكتاب كله جمع لأنواع علوم القرآن للدلالة على الإعجاز.
2 – ذكر أقوالا كثيرة، وأدلة كثيرة، ولم يتعامل معها بالنقد والتمحيص.
3 – لم يكن الكتاب كله محتويا على إعجاز القرآن.

## منهجه في الكتاب
يعتمد منهجه في الكتاب على معرفة وجوه الإعجاز، وهي على قسمين: -
1 – وجوه إعجازية ذاتية ثابتة للقرآن العظيم، كالمناسبات بين الآيات والسور.
2 – الإعجاز الذي تقوم الحجة بسماعه، وهو الإعجاز البلاغي.
وكل أوجه الإعجاز التي ذكرها السيوطي لا تخرج عن هذين الوجهين، وهي خمسة وثلاثون وجها.
وطريقته في إيراد الأوجه على النحو الآتي: -
1 – يذكر الوجه الإعجازي، ويذكر من ألَّف فيه، كالمناسبات بين الآيات والسور.
2 – قد يورد فضل ذلك العلم الذي يجعله وجها من أوجه الإعجاز.
3 – يورد معنى الوجه الذي جعله من الإعجاز، ويذكر أقسامه، ويستقصي ذلك قدر الإمكان.
4 – يستطرد كثيرا في غالب الأوجه، والتزم بذلك كثيرا.
طبعات الكتاب: -
1- معترك الأقران في إعجاز القرآن، جلال الدين السيوطي، تحقيق محمد شمس الدين، دار الكتب العلمية – بيروت – لبنان، 1988م.
2- معترك الأقران في إعجاز القرآن للإمام السيوطي منهجه ومنزلته بين كتب الإعجاز دراسة مقارنة، محمد بن حسن بن عقيل، جامعة أم القرى، 1996م.
| معترك الأقران في إعجاز القرآن            |                           |
| جلال الدين عبد الرحمن بن أبي بكر السيوطي |                           |
| المحقق                                   | أحمد شمس الدين            |
| دار النشر                                | دار الكتب العلمية - بيروت |
| موضوع الكتاب                             | علوم القرآن               |
| عدد صفحات الكتاب                         | 1049                      |

1. 1 2  خير الدين الزركلي (2002م). [الأعلام (ط. الخامسة عشر). دار العلم للملايين. ج. 3. ص. (301)]. مؤرشف من الأصل في 2021-10-27.
2. 1 2  علي بن محمد الجرجاني (1981م). [التعريفات (ط. الأولى). بيروت: دار الكتب العلمية. ص. (31)].
3. ↑  محمد بن حسن بن عقيل (1996م). [معترك الأقران في إعجاز القرآن للإمام السيوطي منهجه ومنزلته بين كتب الإعجاز دراسة مقارنة. جامعة أم القرى. ج. 1. ص. (290 - 323)].
4. ↑  حاجي خليفة (1941م). [كشف الظنون عن أسامي الكتب والفنون. بغداد: مكتبة المثنى. ج. 1. ص. (1731).
5. ↑  محمد بن حسن بن عقيل (1996م). [معترك الأقران في إعجاز القرآن للإمام السيوطي منهجه ومنزلته بين كتب الإعجاز دراسة مقارنة. جامعة أم القرى. ج. 1. ص. ( 89)].
6. ↑  جلال الدين السيوطي (1988م). [معترك الأقران في إعجاز القرآن (ط. الأولى). بيروت - لبنان: دار الكتب العلمية. ج. 1. ص. (5)]. مؤرشف من الأصل في 2022-09-03.
7. ↑  حسن عبد الفتاح أحمد (1421هـ). [عناية المسلمين بإبراز وجوه الإعجاز في القرآن الكريم (ط. الأولى). مجمع الملك فهد لطباعة المصحف الشريف. ص. (21 – 28)].
8. ↑  محمد بن حسن بن عقيل (1996م). [معترك الأقران في إعجاز القرآن للإمام السيوطي منهجه ومنزلته بين كتب الإعجاز دراسة مقارنة. جامعة أم القرى،. ج. 1. ص. (290 - 293)].
9. ↑  محمد بن حسن بن عقيل (1996م). [معترك الأقران في إعجاز القرآن للإمام السيوطي منهجه ومنزلته بين كتب الإعجاز دراسة مقارنة. جامعة أم القرى. ج. 1. ص. (293 - 320)].
10. ↑  محمد بن حسن بن عقيل (1996م). [معترك الأقران في إعجاز القرآن للإمام السيوطي منهجه ومنزلته بين كتب الإعجاز دراسة مقارنة. جامعة أم القرى. ج. 1. ص. ( 321 - 323)].
11. ↑  محمد بن حسن بن عقيل (1996م). [معترك الأقران في إعجاز القرآن للإمام السيوطي منهجه ومنزلته بين كتب الإعجاز دراسة مقارنة. جامعة أم القرى. ج. 1. ص. (339 - 403)].